# Alma Karlin
Pour les articles homonymes, voir Karlin.
Alma Karlin, née le 12 octobre 1889 à Celje (Autriche-Hongrie, aujourd'hui en Slovénie) et morte le 15 janvier 1950, est une romancière, poétesse, polyglotte et théosophite austro-slovène.

## Biographie
Née avec une partie du corps paralysé, elle est victime de claudication jusqu'à sa mort. Son père est major dans l'armée austro-hongroise et sa mère est enseignante. À l'âge de 18 ans, en 1908, elle quitte la maison de ses parents et part pour Londres où elle travaille dans un bureau de traduction.
À la déclaration de guerre en 1914, Karlin part pour la Suède et la Norvège, étant considérée comme une persona non grata au Royaume-Uni du fait de sa nationalité. C'est là qu'elle rencontre l'autrice Selma Lagerlöf qui est impressionnée par ses écrits et la propose pour le Prix Nobel de littérature. Ayant voyagé dans le monde entier, dont deux ans dans les îles d'Océanie, elle collectionne les insectes, les plantes et les artefacts ethnographiques. Ces artefacts sont aujourd'hui conservé au musée provincial de Celje. Elle rentre en 1928 en Europe, atteinte de la malaria et publie ses souvenirs en 1930, texte vendu à plus de 20 000 copies en deux ans.
Après la Seconde Guerre mondiale, elle revient dans sa ville natale avec sa compagne Thea Schreiber-Gamelin, où elle meurt dans la pauvreté en 1950.
Durant sa vie, elle publie 24 livres, majoritairement écrits en allemand, et quelques-uns écrit directement en anglais. Après sa mort, ses écrits tombent dans l'oubli avant d'être redécouverts en Slovénie après l'indépendance du pays en 1991.
Sa langue natale est l'allemand mais elle parle également couramment anglais, français, persan, arabe et sanskrit.